# Pseudoefedryna
Pseudoefedryna – organiczny związek chemiczny, pochodna fenyloetyloaminy, syntetyczny analog występującej naturalnie efedryny. Jest substancją sympatykomimetyczną, powszechnie stosowaną w zapaleniach górnych dróg oddechowych w lekach bez recepty w postaci chlorowodorku lub siarczanu. Może być wyłącznym składnikiem terapeutycznym leku albo połączona z lekami przeciwhistaminowymi i przeciwbólowymi.

## Struktura chemiczna
Strukturalnie jest to drugorzędowa amina alifatyczna. Cząsteczka pseudoefedryny zawiera trzy grupy funkcyjne: aminową, hydroksylową oraz fenylową. Pseudoefedryna występuje w postaci dwóch enancjomerów o konfiguracji 1S,2S i 1R,2R, pozostałe dwa diastereoizomery (1R,2S i 1S,2R) znane są jako efedryna – alkaloid roślinny. Podobną strukturę do pseudoefedryny ma adrenalina, która zawiera o jedną grupę metylową mniej, ma natomiast dwie grupy hydroksylowe w pierścieniu aromatycznym.
Gdy jest stosowana jako substancja farmaceutyczna, czyli w dostępnych na rynku lekach, pseudoefedryna ma międzynarodową nazwę niezastrzeżoną INN i oznacza enancjomer o konfiguracji 1S,2S

## Działanie i zastosowanie
Pseudoefedryna jest sympatykomimetykiem, obwodowo działa podobnie do adrenaliny, ośrodkowo o wiele słabiej stymulująco od efedryny i amfetaminy. Wypiera noradrenalinę do synapsy, a następnie oddziałuje na receptory adrenergiczne. Jest stosowana w leczeniu zapaleń górnych dróg oddechowych (zapalenie błony śluzowej nosa, zapalenie zatok) oraz w zapaleniu oskrzeli. Pseudoefedryna jest dobrym i skutecznym lekiem stosowanym w przeziębieniach (przeciwbólowy i łagodzący objawy). W preparatach występuje pojedynczo lub w połączeniu z innymi lekami, na przykład przeciwbólowymi (paracetamol, ibuprofen), przeciwhistaminowymi (cetyryzyna) i przeciwkaszlowymi (dekstrometorfan). Wchodzi w interakcje z innymi sympatykomimetykami, nasilając ich działanie oraz z trójpierścieniowymi lekami antydepresyjnymi i inhibitorami MAO, potęgującymi jej działanie.
Do działań niepożądanych zalicza się pobudzenie, bóle głowy, nudności, drgawki, tachykardię, podwyższone ciśnienie tętnicze, udar mózgu.

## Preparaty w Polsce
W Polsce preparaty zawierające pseudoefedrynę są dostępne w większości bez recepty. Przeznaczone są do przyjmowania doustnego. Mają formę tabletek, kapsułek, syropów oraz proszków lub granulatów do sporządzania zawiesiny.
- Preparaty proste[5]: Apselan, Sudafed, Pseudoephedrine Espefa.
- Preparaty złożone[5]:
  - pseudoefedryna + ibuprofen: Acatar, Ibum Zatoki, Ibuprom Zatoki, Infex Zatoki, Laboratoria PolfaŁódź Zatoki, Metafen Zatoki, Modafen Extra Grip, Nurofen Zatoki, Sudafed Extra
  - pseudoefedryna + cetyryzyna: Cirrus[i], Cirrus Duo
  - pseudoefedryna + kwas acetylosalicylowy: Aspirin Complex Hot, Aspirin Complex Zatoki
  - pseudoefedryna + loratadyna: Claritine Active, Claritine Duo[i]
  - pseudoefedryna + paracetamol: Gripblocker Zatoki, Theraflu Przeziębienie, Theraflu Zatoki Max
  - pseudoefedryna + triprolidyna: Acatar Acti-Tabs
  - pseudoefedryna + chlorfenamina + paracetamol: Tabcin Trend
  - pseudoefedryna + dekstrometorfan + paracetamol: Cerugrip, Gripblocker Express, Gripex, Gripex Max, Grypostop
  - pseudoefedryna + dekstrometorfan + paracetamol + chlorfenamina: Gripex Hot Zatoki, Gripex Noc
  - pseudoefedryna + dekstrometorfan + paracetamol + gwajafenezyna: Grypolek
  - pseudoefedryna + dekstrometorfan + triprolidyna: Actifed, Acti-trin

1. 1 2  Na receptę.

## Wykorzystanie pozamedyczne
Pseudoefedryna jest prekursorem do produkcji metamfetaminy. Jest też stosowana do wyrobu metylokatynonu (efedronu) – aminoketonu o silnym działaniu stymulującym na ośrodkowy układ nerwowy, powodującemu uwalnianie katecholamin: dopaminy i noradrenaliny. Ze względu na łatwą dostępność w Polsce i możliwość przewozu przez granicę, preparaty zakupione w Polsce są wykorzystywane w tym celu w innych krajach. Od 2015 r. znowelizowana Ustawa o przeciwdziałaniu narkomanii pozwalała na sprzedaż leków zawierających pseudoefedrynę tylko osobom pełnoletnim i w ilości nie większej niż jedno opakowanie. Natomiast z dniem 1.01.2017 r. poprzez Rozporządzenie Ministra Zdrowia wprowadzono limit 720 mg sprzedawanej pseudoefedryny w ramach jednej transakcji.